# Frederick Chapman Robbins
Frederick Chapman Robbins   (Auburn, 25 d'agost de 1916 - Cleveland, 4 d'agost de 2003) fou un bacteriòleg estatunidenc guardonat amb el Premi Nobel de Medicina o Fisiologia l'any 1954.

## Biografia
Va estudiar medicina a la Universitat de Missouri, on es va graduar el 1938. Va iniciar els seus treballs en l'Hospital Infantil de Boston i posteriorment va treballar com a director del departament de pediatria i malalties infeccioses del City Hospital de Cleveland. Durant la seva estada a l'Hospital Infantil de Boston va treballar amb John Franklin Enders i Thomas Huckle Weller sobre la virologia i bacteriologia de la poliomielitis. Per aquests treballs els tres científics foren guardonats amb el Premi Nobel de Medicina o Fisiologia l'any 1954. Els treballs de Weller, Enders i Robbins van millorar les tècniques de cultiu de virus en teixits vius, permetent donar un gran pas en el maneig d'aquests microorganismes, produint-se un avanç en la lluita de malalties d'etiologia vírica i que van permetre posteriorment el descobriment de la primera vacuna contra la poliomielitis per part de l'equip de Jonas Edward Salk.
El 1952, va ser nomenat professor de pediatria a la Case Western Reserve University. Robbins va ser elegit membre de l'American Academy of Arts and Sciences el 1962. De 1966 a 1980, Robbins va ser degà de l'Escola de Medicina de Case Western. Va ser elegit membre de la American Philosophical Society el 1972. El 1980, va assumir la presidència de l'Institut de Medicina de l'Acadèmia Nacional de Ciències. Havia estat membre de l'Acadèmia Nacional de Ciències des de 1972. Cinc anys més tard, el 1985, Robbins va tornar a Case Western Reserve com a degà emèrit i professor universitari distingit emèrit. Va continuar sent un component de l'escola de medicina fins a la seva mort l'any 2003. La Frederick C. Robbins Society de la facultat de medicina rep el seu nom en el seu honor. La seva dona, Alice N. Robbins, va morir el 2016. Era filla del premi Nobel John Howard Northrop.
Robbins va rebre la Benjamin Franklin Medal for Distinguished Achievement in the Sciences de la American Philosophical Society el 1999.